# Deutsche Floorball-Kleinfeldmeisterschaft 2017 (Frauen)
Die Stena Line Deutsche Floorball Meisterschaft der Frauen Kleinfeld 2017 wurde am 27. Mai und 28. Mai 2017 in Bielefeld in Nordrhein-Westfalen ausgespielt. In der Finalrunde spielten acht Mannschaften in zunächst zwei Vorrundengruppen um den Einzug in das Halbfinale.
Das Finale gewannen die Floor Fighters Chemnitz gegen TSV Neuwittenbek mit 7:4.

## Teilnehmer
Folgende 8 Mannschaften haben sich aus den vier Regionen qualifiziert:

Nord 1: Hannover 96 und TSV Neuwittenbek

West 2: BTG Teutonia Bielefeld (Gastgeber) und SSF Dragons Bonn

Ost 3: Floor Fighters Chemnitz und Red Devils Wernigerode

Süd 4: FC Stern München und SG Ludwigshafen / Karlsruhe

## Vorrunde

### Gruppe A
| Platz | Verein                    | Sp | S | U | N | SDS | SDN | +  | -  | Pkt |
| ----- | ------------------------- | -- | - | - | - | --- | --- | -- | -- | --- |
| 1.    | Floor Fighters Chemnitz   | 3  | 3 | 0 | 0 | 0   | 0   | 12 | 6  | 9   |
| 2.    | TSV Neuwittenbek          | 3  | 2 | 0 | 1 | 0   | 0   | 17 | 10 | 6   |
| 3.    | BTG Teutonia Bielefeld    | 3  | 1 | 0 | 2 | 0   | 0   | 18 | 15 | 3   |
| 4.    | SG Ludwigshafen/Karlsruhe | 3  | 0 | 0 | 3 | 0   | 0   | 7  | 23 | 0   |

| BTG Teutonia Bielefeld | 4 | – | 8 | TSV Neuwittenbek | 27. Mai 2017 | 09:00 Uhr |

| SG Ludwigshafen/Karlsruhe | 1 | – | 5 | Floor Fighters Chemnitz | 27. Mai 2017 | 11:00 Uhr |

| BTG Teutonia Bielefeld | 10 | – | 2 | SG Ludwigshafen/Karlsruhe | 27. Mai 2017 | 13:00 Uhr |

| TSV Neuwittenbek | 1 | – | 2 | Floor Fighters Chemnitz | 27. Mai 2017 | 15:00 Uhr |

| TSV Neuwittenbek | 8 | – | 4 | SG Ludwigshafen/Karlsruhe | 27. Mai 2017 | 17:00 Uhr |

| Floor Fighters Chemnitz | 5 | – | 4 | BTG Teutonia Bielefeld | 27. Mai 2017 | 19:00 Uhr |

### Gruppe B
| Platz | Verein                 | Sp | S | U | N | SDS | SDN | +  | -  | Pkt |
| ----- | ---------------------- | -- | - | - | - | --- | --- | -- | -- | --- |
| 1.    | Hannover 96            | 3  | 3 | 0 | 0 | 0   | 0   | 16 | 9  | 9   |
| 2.    | Red Devils Wernigerode | 3  | 2 | 0 | 1 | 0   | 0   | 21 | 16 | 6   |
| 3.    | SSF Dragons Bonn       | 3  | 1 | 0 | 2 | 0   | 0   | 11 | 11 | 3   |
| 4.    | FC Stern München       | 3  | 0 | 0 | 3 | 0   | 0   | 7  | 19 | 0   |

| Hannover 96 | 3 | – | 2 | SSF Dragons Bonn | 27. Mai 2017 | 10:00 Uhr |

| Red Devils Wernigerode | 8 | – | 5 | FC Stern München | 27. Mai 2017 | 12:00 Uhr |

| Hannover 96 | 7 | – | 6 | Red Devils Wernigerode | 27. Mai 2017 | 14:00 Uhr |

| SSF Dragons Bonn | 5 | – | 1 | FC Stern München | 27. Mai 2017 | 16:00 Uhr |

| SSF Dragons Bonn | 4 | – | 7 | Red Devils Wernigerode | 27. Mai 2017 | 18:00 Uhr |

| FC Stern München | 1 | – | 6 | Hannover 96 | 27. Mai 2017 | 20:00 Uhr |

## Platzierungsspiele

### Spiel um Platz 7
| SG Ludwigshafen/Karlsruhe | 1 | – | 2 | FC Stern München | 28. Mai 2017 | 11:30 Uhr |

### Spiel um Platz 5
| BTG Teutonia Bielefeld | 4 | – | 7 | SSF Dragons Bonn | 28. Mai 2017 | 12:45 Uhr |

## Finalrunde

### Halbfinale
| Floor Fighters Chemnitz | 6 | – | 5 | n. V. | Red Devils Wernigerode | 28. Mai 2017 | 09:00 Uhr |

| TSV Neuwittenbek | 5 | – | 4 | Hannover 96 | 28. Mai 2017 | 10:15 Uhr |

### Spiel um Platz 3
| Red Devils Wernigerode | 5 | – | 1 | Hannover 96 | 28. Mai 2017 | 14:00 Uhr |

### Finale
| Floor Fighters Chemnitz | 7 | – | 4 | TSV Neuwittenbek | 28. Mai 2017 | 15:15 Uhr |

## Endplatzierungen
| Kleinfeldmeisterschaft 2017 | Kleinfeldmeisterschaft 2017 |
| --------------------------- | --------------------------- |
| Platz 1                     | Floor Fighters Chemnitz     |
| Platz 2                     | TSV Neuwittenbek            |
| Platz 3                     | Red Devils Wernigerode      |
| Platz 4                     | Hannover 96                 |
| Platz 5                     | SSF Dragons Bonn            |
| Platz 6                     | BTG Teutonia Bielefeld      |
| Platz 7                     | FC Stern München            |
| Platz 8                     | SG Ludwigshafen/Karlsruhe   |

## Scorerliste
| Platz | Spieler          | Verein                  | Spiele | Tore | Vorl. | Scorerpunkte |
| ----- | ---------------- | ----------------------- | ------ | ---- | ----- | ------------ |
| 1.    | Marie Suske      | Red Devils Wernigerode  | 5      | 8    | 5     | 13           |
| 2.    | Frederike Stahl  | TSV Neuwittenbek        | 5      | 6    | 6     | 12           |
| 3.    | Randi Kleerbaum  | SSF Dragons Bonn        | 4      | 8    | 3     | 11           |
| 4.    | Riana Mena König | Red Devils Wernigerode  | 5      | 7    | 4     | 11           |
| 5.    | Johanne Busse    | Floor Fighters Chemnitz | 5      | 8    | 2     | 10           |